# Marokkanische Beachhandball-Nationalmannschaft der Männer
Die marokkanische Beachhandball-Nationalmannschaft der Männer repräsentiert den marokkanischen Handballverband als Auswahlmannschaft auf internationaler Ebene bei Länderspielen im Beachhandball.
Eine als Unterbau fungierende Nationalmannschaft der Junioren wurde bislang noch nicht gegründet, ebenso wenig eine Marokkanische Beachhandball-Nationalmannschaft der Frauen als weibliches Pendant.

## Geschichte
Marokko ist eine noch vergleichsweise junge Beachhandball-Nationalmannschaft. Die Nationalmannschaft im Hallenhandball gehört zur erweiterten Spitze in Afrika, dennoch dauerte es bis 2019, dass trotz auch etwa des Vorbildes durch die Erfolge etwa der Ägyptischen Beachhandball-Nationalmannschaft, eine marokkanische Nationalmannschaft der Männer im Beachhandball begründet wurde. Die erste Teilnahme erfolgte bei den erstmals ausgetragenen African Beach Games auf den Kap Verden. Hier erreichte die Mannschaft das Spiel um die Bronzemedaille, wo sich die Mannschaft gegen Nigeria durchsetzen und die Medaille gewinnen konnte. Im weiteren Jahresverlauf nahm die Mannschaft auch an den Mediterranean Beach Games teil, wo der sechste Rang belegt wurde.
Nach einer längeren Pause aufgrund der COVID-19-Pandemie wurde erst 2022 mit den allerersten Afrikameisterschaften ein Turnier in Afrika angesetzt, bei dem in Casablanca allerdings nur Ägypten und Marokko antraten und unter sich den Teilnehmer an den Weltmeisterschaften 2022 in Iraklio auf Kreta ausmachten. Am Ende setzte sich dabei der Gast aus Ägypten in drei Spielen durch.

## Teilnahmen
| World Games - 2001: nicht eingeladen - 2005: nicht eingeladen - 2009: nicht qualifiziert - 2013: nicht qualifiziert - 2017: nicht qualifiziert - 2022: nicht qualifiziert | World Beach Games - 2019: nicht qualifiziert - 2023: African Beach Games - 2019: 3. - 2023: Mediterranean Beach Games - 2015: nicht teilgenommen - 2019: 6. - 2023: | Weltmeisterschaften - 2001: ausgefallen - 2004: nicht qualifiziert - 2006: nicht qualifiziert - 2008: nicht qualifiziert - 2010: nicht qualifiziert - 2012: nicht qualifiziert - 2014: nicht qualifiziert - 2016: nicht qualifiziert - 2018: nicht qualifiziert - 2020: nicht qualifiziert, abgesagt - 2022: nicht qualifiziert | Afrikameisterschaften - 2022: 2. |